# 10. Armee (Wehrmacht)
La 10. Armee / Armeeoberkommando 10 (AOK 10) (10ª armata) fu una grande unità dell'esercito tedesco durante la seconda guerra mondiale che operò all'inizio del conflitto nella campagna di Polonia e in seguito, a partire dal settembre 1943, sul fronte italiano.

## Storia

### Formazione
L'Armeeoberkommando 10 fu istituito prima dello scoppio della seconda guerra mondiale, sulla scia dei piani di Hitler di conquistare la Cecoslovacchia e della conseguente crisi dei Sudeti. L'obiettivo dell'armata era quella di sfondare la zona fortificata di fronte all'Alta Slesia e avanzare verso Olomouc, dove si sarebbe congiunta con la 14. Armee.

### Campagna di Polonia
La 10. Armee fu ricostituita durante la mobilitazione del 26 agosto 1939 a Lipsia e partecipò alla campagna di Polonia come parte dell'Heeresgruppe Süd. L'armata avrebbe dovuto guidare l'attacco principale a Varsavia e le furono assegnate la maggior parte delle unità motorizzate tedesche per questo scopo. Il comando tedesco sperava in questo modo di circondare e distruggere il grosso dell'esercito polacco a ovest della Vistola; tuttavia non furono in grado di annientare o accerchiare le truppe polacche e solo il 6 settembre riuscì a penetrare nel fronte difensivo polacco. Il 9 settembre l'ala destra dell'armata riuscì a superare e accerchiare le forze polacche che tentavano di ritirarsi attraverso la Vistola fino al 19 settembre 1939. Dopo la fine dei combattimenti in Polonia, il 10 ottobre 1939, l'alto comando della 10. Armee fu impiegato per creare l'alto comando della 6. Armee.

### Fronte italiano
La 10. Armee fu ricostituita il 15 agosto 1943 per respingere l'invasione alleata dell'Italia. Dopo lo sbarco britannico in Italia continentale nei pressi di Reggio Calabria, il 3 settembre 1943, l'armata fu impiegata in diversi combattimenti difensivi e dal 9 settembre combatté anche contro le truppe americane sbarcate nei pressi di Salerno, riuscendo ad impedire uno sfondamento alle sue spalle. Nonostante ciò fu costretta ad abbandonare Napoli il 1° ottobre ed a ritirarsi dietro il Volturno. Tra il dicembre 1943 ed il maggio 1944 fu impegnata in combattimenti difensivi sul Garigliano, sul Sangro e a Montecassino. Il 4 giugno 1944 iniziò a ritirarsi per evitare di essere aggirata dagli Alleati e tra il luglio e l'agosto del 1944 fu impegnata in pesanti combattimenti difensivi nei pressi di Ancona. Nel settembre del 1944 fu coinvolta in diverse battaglie di ritirata attraverso l'Appennino settentrionale fino a Rimini e Ravenna. Nell'aprile del 1945 fu impegnata in ulteriori combattimenti difensivi tra l'Adriatico e Bologna ed il 2 maggio 1945 si arrese con l'Heeresgruppe C.

## Ordine di battaglia
1° settembre 1939
- IV. Armeekorps
- XI. Armeekorps
- XIV. Armeekorps
- XV. Armeekorps
- XVI. Armeekorps
- 1. Leichte-Division
- 3. Leichte-Division

5 settembre 1943
- LXXVI. Panzerkorps
- 3. Infanterie-Division
- 90. Panzergrenadier-Division
- Brigade Reichsführer SS
- 2. Fallschirmjäger-Division

26 ottobre 1943
- LXXVI. Panzerkorps
- XIV. Panzerkorps

20 gennaio 1944
- LXXVI. Panzerkorps
- Gruppe Hauck
- XIV. Panzerkorps
- 3. Infanterie-Division
- Division Hermann Göring

11 luglio 1944
- LXXVI. Panzerkorps
- LI. Gebirgskorps
- I. Fallschirm-Korps

5 novembre 1944
- LXXVI. Panzerkorps
- XIV. Armeekorps
- Kommandeur Venetianisches Küstenland
- 90. Panzergrenadier-Division

10 marzo 1945
- I. Fallschirm-Korps
- LXXVI. Panzerkorps
- LXXIII. Armeekorps
- LXXXXVII. Armeekorps z.b.V.

## Comandanti
Comandanti
- General der Artillerie Walter von Reichenau (26 agosto 1939 - 10 ottobre 1939)[1]
- General der Panzertruppe Heinrich von Vietinghoff (15 agosto 1943 - 4 settembre 1943)[1]
- General der Panzertruppe Joachim Lemelsen (4 settembre 1943 - 31 dicembre 1943)[1]
- Generaloberst Heinrich von Vietinghoff (31 dicembre 1943 - 26 ottobre 1944)[3]
- General der Panzertruppe Joachim Lemelsen (26 ottobre 1944 - 16 febbraio 1945)[3]
- General der Panzertruppe Traugott Herr (16 febbraio 1945 - 2 maggio 1945)[1]

Capi di stato maggiore
- Generalmajor Friedrich Paulus (26 agosto 1939 - 10 ottobre 1939)[3]
- Oberst Fritz Wentzell (15 agosto 1943 - 1° novembre 1944)[3]
- Generalmajor Dietrich Beelitz (1° novembre 1944 - 2 maggio 1945)[3]